# Fowler (Míchigan)
Fowler es una villa ubicada en el condado de Clinton en el estado estadounidense de Míchigan. En el Censo de 2010 tenía una población de 1208 habitantes y una densidad poblacional de 346,77 personas por km².

## Geografía
Fowler se encuentra ubicada en las coordenadas 43°0′14″N 84°44′30″O / 43.00389, -84.74167. Según la Oficina del Censo de los Estados Unidos, Fowler tiene una superficie total de 3.48 km², de la cual 3.42 km² corresponden a tierra firme y (1.86%) 0.06 km² es agua.

## Demografía
Según el censo de 2010, había 1208 personas residiendo en Fowler. La densidad de población era de 346,77 hab./km². De los 1208 habitantes, Fowler estaba compuesto por el 98.1% blancos, el 0.41% eran afroamericanos, el 0% eran amerindios, el 0.66% eran asiáticos, el 0% eran isleños del Pacífico, el 0.25% eran de otras razas y el 0.58% pertenecían a dos o más razas. Del total de la población el 2.48% eran hispanos o latinos de cualquier raza.